# Jules Bonnot
Jules Joseph Bonnot (14 de octubre de 1876 - 28 de abril de 1912) fue un anarquista francés. Fue el líder de la banda Bonnot, un grupo ilegalista que multiplicó los atracos y los homicidios entre 1911 y 1912.

## Infancia
Jules Joseph Bonnot nació en Pont-de-Roide el 14 de octubre de 1876. Su madre fallece el 23 de enero de 1887 en Besançon cuando él sólo contaba con diez años. Su hermano se suicida ahorcándose en 1903 a causa de un desengaño amoroso. El padre de Jules, obrero fundidor, analfabeto, tuvo que hacer frente solo a la educación de su hijo. Los estudios de este último no van bien y abandona rápidamente la escuela.
Con catorce años comienza a trabajar de aprendiz. No está muy motivado en su penoso trabajo y riñe con sus sucesivos patrones. En 1891, con quince años, Bonnot es condenado por primera vez por pescar con artes prohibidas, y más tarde, en 1895 a causa de una pelea en un baile. Se casa después de su servicio militar en 1901 con Sofía, una joven modista con la que emigra a Ginebra.

## Militancia anarquista
Es en aquella época cuando Bonnot comienza a militar en el anarquismo. Es despedido de los ferrocarriles de Bellegarde debido a su militancia política, y nadie más acepta contratarlo. Decide entonces irse a Suiza. Encuentra un puesto de mecánico en Ginebra y su mujer queda embarazada. Pero la niña, Émilie, muere algunos días después del parto. Bonnot se dedica constantemente al anarquismo y adquiere reputación de agitador, motivo por el cual es expulsado de Suiza. 
Sus dotes de mecánico le permiten encontrar rápidamente un empleo en casa de un gran fabricante de automóviles de Lyon. En febrero de 1904 su mujer da a luz un segundo niño. Las convicciones políticas de Bonnot se mantienen vivas, denunciando las injusticias y participando en huelgas, con lo que se atrae la ira de los patronos. Decide entonces dejar Lyon para ir a Saint-Étienne.
En Saint-Étienne ejerce de mecánico en una empresa reconocida. Vive con su familia en casa del secretario de su sindicato, Besson, que se hace amante de su mujer. Para escapar de la cólera de Bonnot, Besson se va a Suiza con Sofía y el niño. Su ahínco por la anarquía es aún más fuerte. Su huida le hizo perder el empleo y se convierte, como muchos otros en aquella época, en un parado desamparado. De 1906 a 1907 abre dos talleres de mecánica en Lyon, cometiendo algunos robos con Plátano, su brazo derecho. En 1910 va a Londres y consigue un empleo como conductor de Sir Arthur Conan Doyle, el "padre" de Sherlock Holmes, gracias a su destreza como chófer, que le será más que útil en su aventura ilegalista.

## Los inicios de la banda

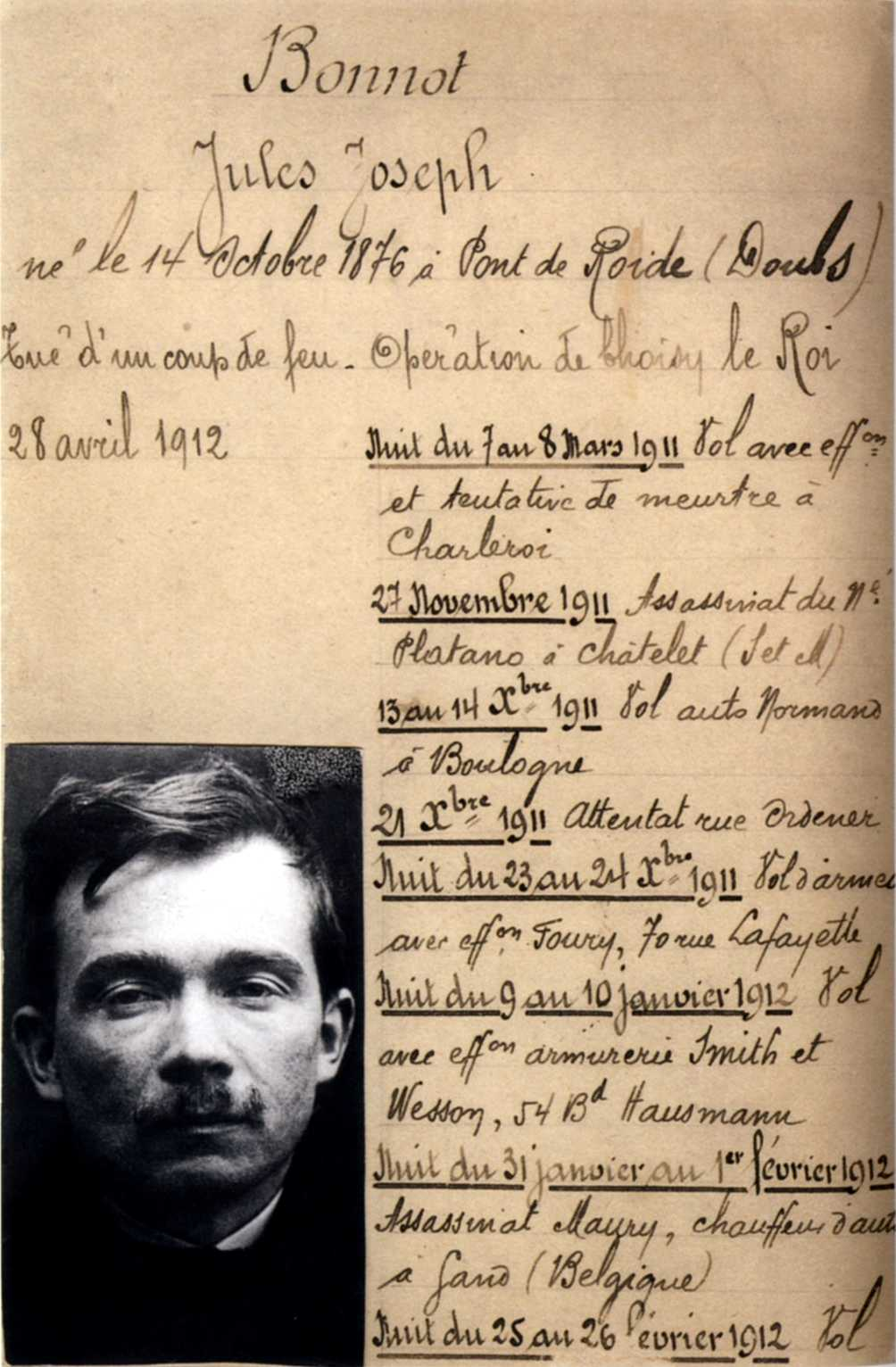
Ficha policial de Bonnot

A finales de 1910, Bonnot está de regreso en Lyon y utiliza el automóvil como técnica criminal, una innovación. La policía lo busca y deja precipitadamente Lyon con Joseph Platano. En el camino, mata a Platano en circunstancias que quedan poco claras, según la versión que les dará a sus futuros cómplices, Platano se habría herido gravemente con su revólver por accidente, y él le habría rematado para evitarle sufrir. Como anota Alphonse Boudard, Bonnot no podía dar otra versión, ya que Plátano era su aval ante los anarquistas parisinos. Bonnot ha recuperado una fuerte suma de dinero que Plátano llevaba encima, la hipótesis de un homicidio intencionado no puede ser descartada.
Acabando noviembre de 1911, Bonnot encuentra apoyo en el periódico l'Anarchie, dirigido por Victor Serge. Varios simpatizantes anarquistas acabarán convirtiéndose en sus cómplices, como los dos principales, Octave Garnier y Raymond Callemin llamado "Raymond-la-science", otros desempeñarán un papel menor en el asunto, Élie Monnier apodado "Simentoff", Édouard Carouy, André Soudy, así como Eugène Dieudonné, cuyo papel exacto realmente no ha sido dilucidado jamás. Adeptos de la expropiación individual, todos habían cometido ya hurtos menores, y desean pasar a la etapa superior. La llegada de Bonnot desempeña un papel catalizador. Bonnot, de más edad, más experimentado en el crimen, virtualmente va a desempeñar el papel de líder de la banda.

## El atraco a laSociété Générale

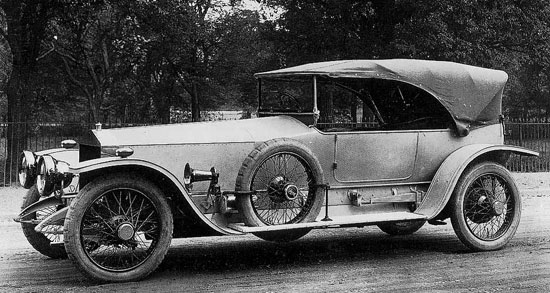
Un Delaunay-Belleville, como el usado en el atraco a la Societe.

El 14 de diciembre de 1911, Bonnot, Garnier y Callemin roban un automóvil con la intención de usarlo posteriormente para sus planes. Haciendo uso de sus conocimientos de los diferentes modelos, Bonnot escogió un "Delaunay-Belleville", marca de lujo que era fiable y rápida. 
Una semana más tarde, el 21 de diciembre de 1911, a las 9, en la calle Ordener de París, Bonnot, Garnier, Callemin y posiblemente un cuarto hombre se presentan al encuentro del cobrador de la Société Générale y su guardaespaldas. Cuando los ven, Garnier y Callemin se precipitan fuera del coche, quedándose Bonnot al volante. Garnier dispara dos veces sobre el cobrador que se desploma, gravemente herido. Callemin recoge su maletín, y ambos huyen en dirección al coche, a pesar de la intervención de transeúntes que Bonnot intenta dispersar disparando al aire. Una vez Callemin y Garnier entran al interior, Bonnot arranca, pero Callemin pierde el maletín en la cuneta. Desciende para recuperarla, percibe a alguien que corre en su dirección, sobre el que dispara sin darle, luego vuelve a subir al coche. Según varios testigos, el cuarto hombre habría intervenido en este momento. Por fin, Bonnot arranca, y la banda emprende la huida.
Es la primera vez que un coche es utilizado para cometer un atraco y el acontecimiento tiene una resonancia considerable, aumentada por la grave herida del recaudador. Al día siguiente el acontecimiento es portada de los periódicos. La banda quedó defraudada al descubrir que el botín es sólo de algunos títulos y 5000 francos. Abandonan el coche en Dieppe y luego vuelven a París. Callemin, que partió a Bélgica intentó en vano negociar los títulos. Durante este tiempo la policía descubre que el atraco está vinculado al entorno anarquista, noticia que cuando trasciende a la prensa aumenta todavía más la resonancia del asunto.
Aproximadamente una semana después del atraco de la Société Générale, Garnier y Callemin encuentran refugio durante algunos días en casa de Victor Serge y su amante Rirette Maitrejean. A pesar de no aprobar los métodos de la banda, los albergan por solidaridad. Poco después de la marcha de Garnier y Callemin, la policía, siempre recelosa con los anarquistas conocidos, registra el domicilio de Serge. La pareja es arrestada, oficialmente por tenencia de armas encontradas en un paquete dejado por un amigo anarquista. La prensa presentó a Victor Serge como el cerebro de la banda, estimando que sin él, la captura de la banda sería inminente. El suceso consiguió el efecto contrario: jóvenes anarquistas como René Valet y André Soudy, indignados por este arresto, se adhieren al grupo ilegalista.

## Otros robos y atracos
La Banda continua su periplo, el 31 de diciembre en Gante, Bonnot, Garnier y Carouy intentan robar un coche. Son sorprendidos por el conductor pero Bonnot deja inconsciente a este, después mata con el revólver a un sereno alertado por el ruido. El 3 de enero de 1912 en Thiais, Carouy, acompañado de Marius Metge, asesina a un rentista y su doncella en el curso de un robo. Nada indica que este doble homicidio haya sido acordado con Bonnot y sus otros cómplices, pero el hecho de la participación de Carouy en el golpe de Gante hace que la justicia lo confunda con otros crímenes de la banda. El 27 de febrero Bonnot, Callemin y Garnier roban un nuevo Delaunay-Belleville. Un agente de policía que intenta interceptarlos, con motivo de la conducción temeraria de Bonnot en París, es abatido por Garnier. Esta muerte de un agente del orden todavía aumenta más el furor de la prensa y de la opinión pública, que exigen la captura de la banda. Al día siguiente en Pontoise, el trío intenta desvalijar la caja fuerte de un notario. Sorprendidos por este, son obligados a huir abandonando el botín..

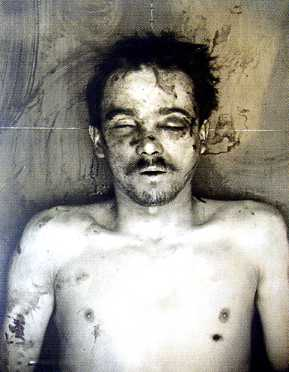
Cadáver de Jules Bonnot

Durante este tiempo, Eugene Dieudonné es arrestado. Dieudonné niega toda participación en las actividades criminales de la banda, sin embargo admite conocer a Bonnot y a los otros miembros y reconoce sus simpatías anarquistas. Es acusado de participar en el atraco de la calle Ordener por el recadero de la Société Générale, que había en un primer momento reconocido a Carouy y después a Garnier en las fotos que le habían sido mostradas.
El 21 de marzo, una carta publicada en el periódico Le Matin causa sensación. En ella, Garnier provoca a las fuerzas de Policía desafiándoles a detenerlo. No se hace ilusiones sobre su suerte: "se que seré vencido y que soy el más débil", escribe, "pero cuento con haceros pagar muy cara vuestra victoria". Exculpa a Dieudonné, afirmando ser el autor de los crímenes de los que se acusa a este. La carta está firmada con una huella digital que la policía reconoce como auténtica.
El 25 de marzo, el trío habitual, Bonnot, Garnier, Callemin, acompañados de Monnier y Soudy, se disponen a efectuar el robo de una limusina del concesionario De Dion-Bouton; habían estado observando por casualidad, al pararse a atarse unos zapatos delante del garaje, como se compraba y escuchado el día de entrega y hacia donde pensaban dirigirse con ella dos empleados del nuevo propietario (hacia la costa Azul, vía Lyon, lugar donde se encontraba el comprador para entregársela). Para ello, el grupo se desplaza a las 5 de la de la mañana y toma posiciones en la carretera, en las inmediaciones de Villeneuve-Saint-Georges (en el sur de París). Bonnot se pone en medio de la carretera agitando un pañuelo. Cuando el coche se para, surge el resto de la banda. Creyendo que el que la conducía iba a sacar una arma, Garnier y Cellamin lo abaten a tiros, así como al otro ocupante del vehículo, que sobrevivió a sus heridas y posteriormente declaró que Bonnot había gritado en medio del tiroteo: "¡Basta ya!¡Estáis locos!¡Parad!". En el desbarajuste, la banda se sube a la limusina, pone rumbo de nuevo a París y deciden ir a la sucursal de la Société Générale en el barrio parisino de Chantilly para un atraco improvisado. Irrumpiendo en el banco, Garnier, Callemin, Valet y Monier abaten a tres empleados, embolsan los lingotes de oro y billetes en un saco, después vuelven al coche que Bonnot hace arrancar rápidamente. Los gendarmes son avisados, pero no disponiendo más que de bicicletas y caballos, no pueden atrapar a la banda.

## El fin de la banda de Bonnot
Después de este último atraco, la policía va poniendo fin progresivamente a las actividades de la banda. El 30 de marzo, Soudy es detenido. El 4 de abril es el turno de Carouy. El 7 de abril, los policías capturan a Callemin, resultado importante pues este es uno de los protagonistas más relevantes junto a Garnier y Bonnot. El 24 de abril, Monnier es igualmente arrestado.

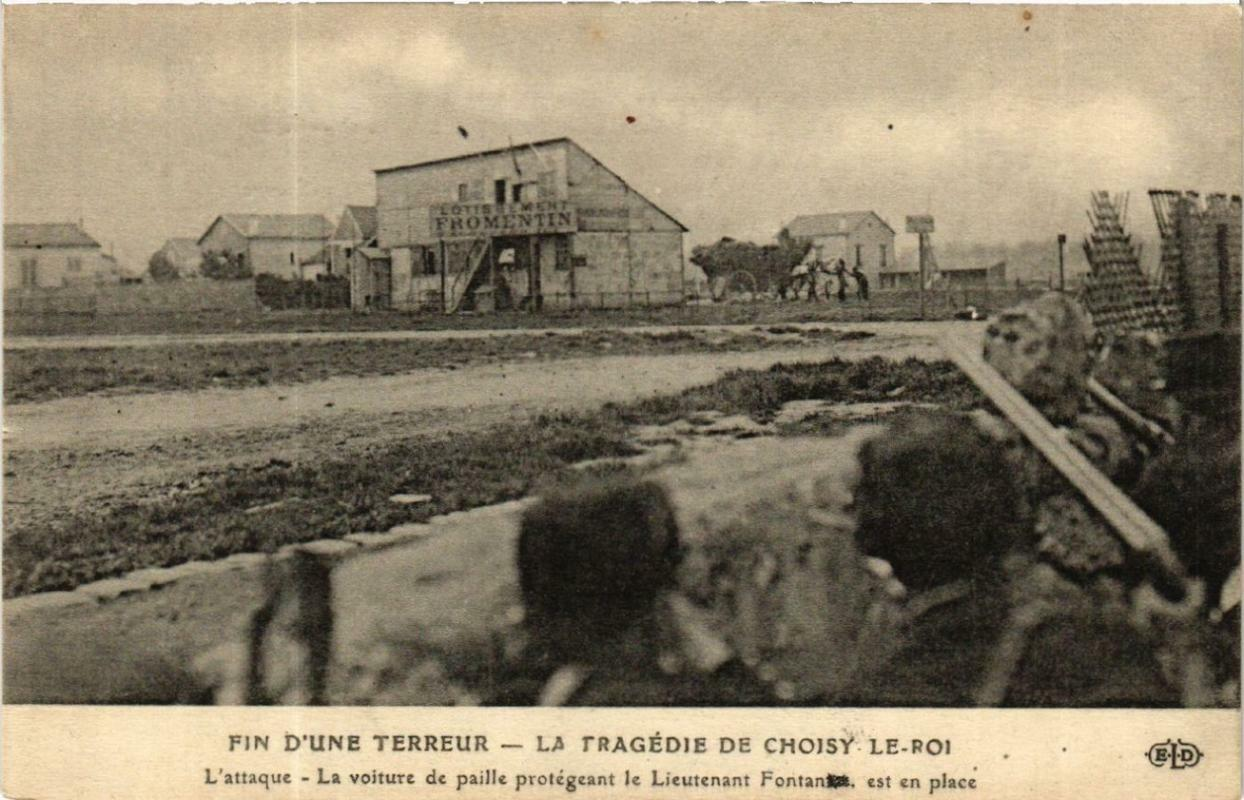
Policías cercan el escondite de Jules Bonnot en Choisy-le-Roi.

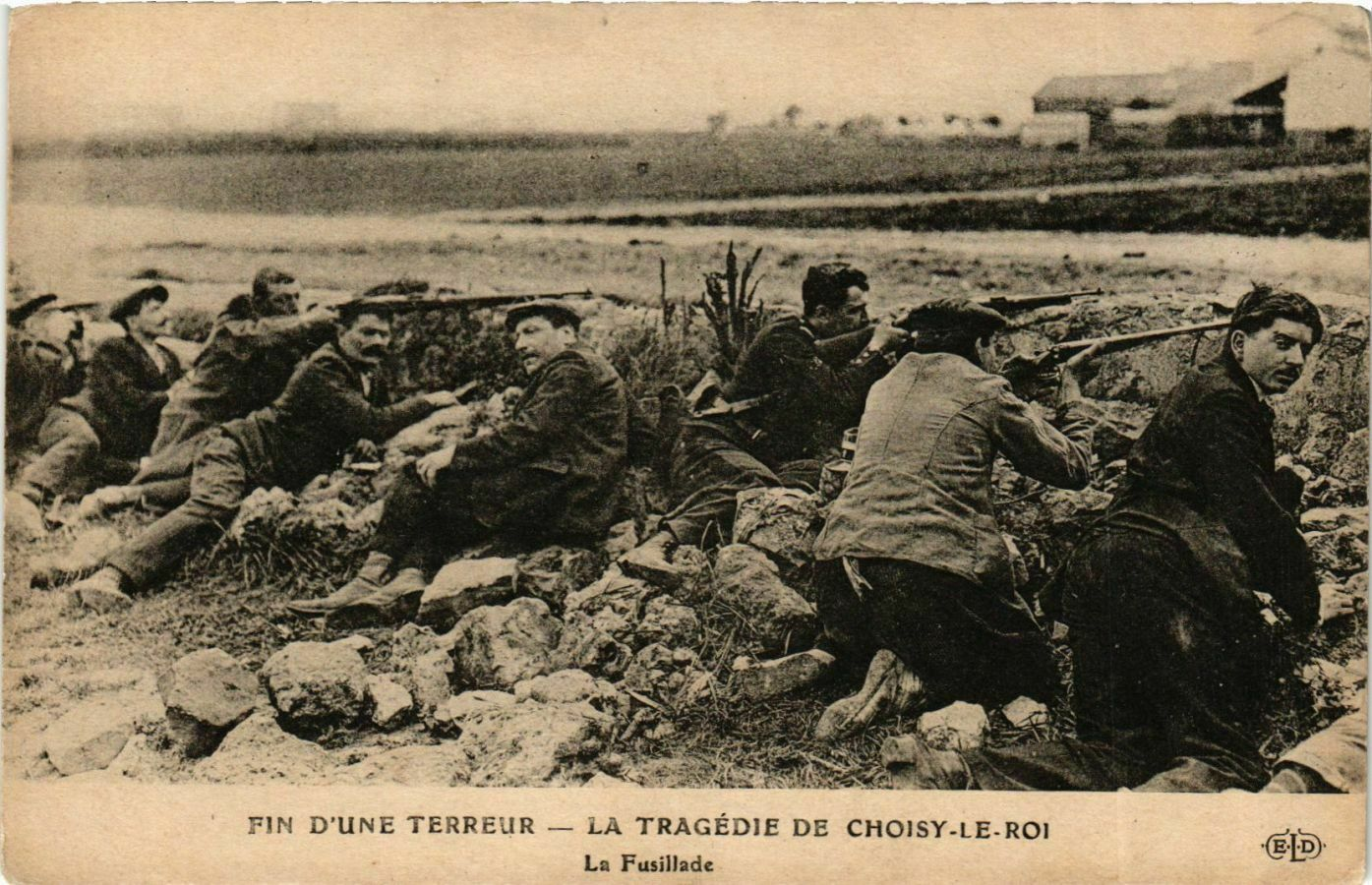
Tiradores en el cerco a Choisy-le-Roi.

El 24 de abril, Louis Jouin, número 2 de la Sûrete, que está a cargo del asunto, registra en Ivry-sur-Seine el domicilio de un simpatizante anarquista. En una habitación tiene la sorpresa de reconocer a Bonnot, que le mata de un disparo de revólver, para después conseguir huir. Herido en el curso del tiroteo, Bonnot va a casa de un farmacéutico para hacerse curar. Explica al farmacéutico que se ha caído de una escalera de mano, pero este lo relaciona con el asunto de Ivry y avisa a las autoridades. La policía puede así hacerse una idea aproximada de la dirección donde se encuentra Bonnot y peina la región minuciosamente. El 27 de abril le sorprende en su escondite de Choisy-le-Roi. Bonnot tendrá tiempo de atrincherarse en su casa, y el jefe de policía prefiere rodear los alrededores y esperar refuerzos antes que intentar el asalto.
Un largo asedio comienza, dirigido en persona por el Prefecto de Policía Louis Lépine. Cada vez llegan más tropas diversas, hasta un regimiento de Zuavos con su ametralladora Hotchkiss M1914, así como numerosos mirones venidos para asistir al "espectáculo". Bonnot asoma a ratos sobre la escalera para disparar a sus enemigos; es evidentemente respondido con disparos pero consigue salir indemne. Mientras, el tiempo pasa, y la policía discurre la manera de poner fin al asedio, se desinteresa poco a poco de sus asediadores para ponerse a escribir su testamento. Finalmente, Lépine decide demoler la casa con dinamita. Gravemente herido en la explosión, Bonnot se toma tiempo para terminar su testamento afirmando la inocencia de Dieudonné y muchas otras personas. Cuando los policías enviados por Guichard inician el asalto, aún consigue recibirles a tiros antes de ser herido. Muere poco antes de llegar al Hospital de París.
Después de Bonnot, los dos últimos miembros de la banda en libertad son Valet y, sobre todo, Garnier, autor de la mayor parte de las muertes. El 14 de mayo son localizados en un chalet de Nogent-sur-Marne. Los policías esperan conseguir un arresto fácil, pero carecen de discreción y son localizados por Valet y Garnier que se atrincheran en la casa. Comienza un nuevo asedio, prácticamente igual al de Choisy, con un gran número de policías y militares y un tropel de curiosos que acuden a seguir las operaciones. Durante más de 9 horas, Valet y Garnier mantienen a raya a un pequeño ejército de las fuerzas del orden. Finalmente un regimiento de Dragones consigue lanzar explosivos dentro del chalet. La policía inicia el asalto y encuentra a los dos hombres muertos. A continuación los agentes deben enfrentarse a la multitud para recuperar los cadáveres, que deseaba despedazarlos.

## El proceso de los supervivientes
El proceso de los miembros supervivientes de la Banda de Bonnot tiene lugar en febrero de 1913. Los principales acusados son Callemin, Carouy, Metge, Soudy, Monnier, Dieudonné, Victor Serge, a los cuales se acompañan diversas personas acusadas de haber ayudado a la banda de diferentes maneras. Callemin es el principal componente vivo; utiliza el tribunal como una tribuna para expresar su revuelta. Niega los hechos que le son reprochados, pero de tal manera que no deja la menor duda sobre su culpabilidad. Carouy y Metge son sobre todo juzgados por la doble muerte de Thiais, ellos lo niegan pero sus huellas digitales los acusan sin duda. A Monnier y Soudy se les reprocha su participación en el golpe de Chantilly, en el que los testigos los reconocen formalmente. Victor Serge es presentado al inicio del proceso como el cerebro de la banda, lo que niega enérgicamente, mostrando que él en ningún momento se aprovechó de sus robos.

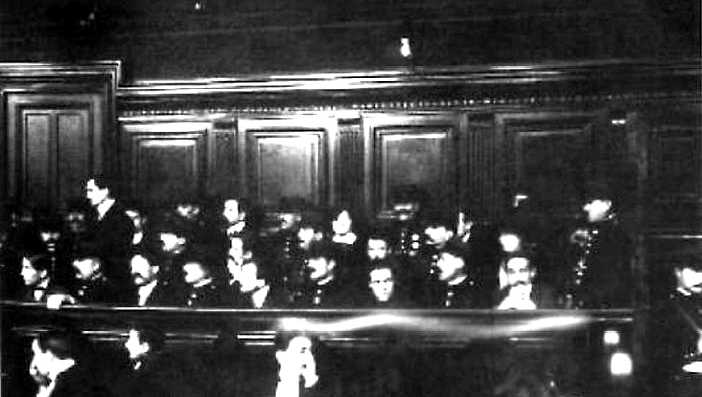
Fotografía del juicio a los miembros sobrevivientes en febrero de 1913

El único caso verdaderamente dudoso es el de Dieudonné, acusado de participar en el atraco de la calle Ordener. Bonnot y Garnier han afirmado su inocencia antes de morir. Dieudonné dispone de más de una coartada establecida por las pruebas, demostrando que él estaba en Nancy en el momento de los hechos. Contra él se presentan los testimonios de varios testigos, entre ellos el de ser el recaudador de los botines desvalijados por la banda.
Al concluir el proceso, Callemin, Monnier, Soudy y Dieudonné son condenados a muerte. Carouy y Metge son condenados a trabajos forzados a perpetuidad (Carouy se suicidara en su celda). Victor Serge es condenado a 5 años de prisión, ha conseguido librarse de la acusación de ser el cerebro de la banda, pero es condenado por los revólveres hallados en su casa en el curso de su arresto. Al anunciarse el veredicto, Callemin toma la palabra. Mientras que en el curso del juicio había negado participar en el golpe de la calle Ordener, se acusa y afirma que Dieudonné es inocente. Esta declaración va a ser utilizada por el abogado de Dieudonné para presentar un recurso de gracia al presidente Raymond Poincaré. Este conmuta la pena de Dieudonné por la de trabajos forzados a perpetuidad, si bien quedó en libertad definitiva en 1927. En tanto los otros tres condenados a la pena capital, son guillotinados el 21 de abril de 1913 en la Prisión de la Santé de París.